# Eduard Dolezal
Eduard Doležal (také Dolezal) (* 2. března 1862, Moravské Budějovice – 7. července 1955, Baden) byl rakouský geodet.

## Biografie
Eduard Doležal se narodil v roce 1862 v Moravských Budějovicích, jeho otcem byl tkadlec a hostinský Franz Doležal (1830–1902), matkou Eleonora rodem Kovaříková (1832–1920) z Police, rodina se v roce 1876 přestěhovala do Vídně, kde Doležal v roce 1879 absolvoval nižší reálku a následně v roce 1884 odmaturoval, následně nastoupil na studium matematiky, fyziky, meteorologie, astronomie a deskriptivní geometrie na Technické univerzitě ve Vídni.
Po ukončení studia se Doležal v roce 1887 stal asistentem praktické geometrie u Antona Schella na vídeňské technice. O dva roky později se přestěhoval do Sarajeva, kde na nově založené technické střední škole vyučoval praktickou geometrii. V Sarajevu začal publikovat první vědecké práce. V roce 1896 se jako konstruktér vrátil na Vídeňskou technickou univerzitu. Zde začal vyučovat první přednášky fotogrammetrie jako zástupce Antona Schella. Jedním z jeho studentů byl Theodor Scheimpflug. Pracoval také pro Vojenský zeměpisný ústav. V roce 1897 odmítl docenturu na Báňské akademii v Příbrami a profesoru deskriptivy na Vídeňské univerzitě. V roce 1899 mu byla nabídnuta funkce na Vojenském zeměpisném ústavu.
V roce 1899 byl Doležal jmenován profesorem deskriptivní a praktické geometrie na Báňské akademii v Leobenu. Roku 1902 byl zakladatelem katedry důlního měřictví v Leobenu. V roce 1905 se stal plnohodnotným profesorem geodezie na vídeňské technické univerzitě, kde byl jedním z reformátorů, kteří změnili přístup ke studiu. Tam působil až do svého odchodu do důchodu v roce 1930. Od roku 1907 do roku 1908 byl děkanem stavební fakulty a od roku 1908 do roku 1909 rektorem technické univerzity. V roce 1911 zřídil ústav fotogrammetrie při katedře geodézie. V roce 1921 se habilitoval jako soukromý docent na filozofické fakultě, kde se věnoval výuce fotogrammetrie pro archeology, geology a geografy.
Eduard Doležal je považován za zakladatele moderního rakouského geodetického průzkumu. V roce 1907 se stal předsedou Rakouské fotogrammetrické společnosti a v roce 1910 založil Mezinárodní společnost pro fotogrammetrii a stal se jejím presidentem. Od roku 1908 do roku 1923 redigoval Internationales Archiv für Photogrammetrie (Mezinárodní archiv fotogrammetrie) a od roku 1907 do roku 1938 v Rakouském časopisu pro zeměměřictví (něm. Österreichische Zeitschrift für Vermessungswesen). Byl také dlouholetým členem Spolku rakouských zeměměřičů (předsedou byl mezi lety 1907 a 1911). Mezi lety 1913 a 1937 byl členem a prezidentem Rakouské komise stupňových měření.
Z organizačního hlediska je důležitá jeho práce na reformě těžebních studií, na reformě geodetické výuky na technických univerzitách v Rakousku a vzniku katedry geodézie, centralizaci státní geodézie a vytvoření Spolkového úřadu pro ověřování a geodézii, který se zabývá zeměměřictvím, triangulací, základním katastrem a topografickým přehledem o zemi.
Stejně jako ostatní přednášející Doležal v roce 1910 vedl kampaň proti studiu žen, v roce 1943 byl jedním z navrhovatelů instalace pamětní desky Karlu Luegerovy při příležitosti jeho 100. narozenin. Deska byla odhalena dne 24. října 1944.
Eduard Doležal je pohřben na hřbitově Helenenfriedhof v Badenu nedaleko Vídně. Pravidelně se vracel do svého rodiště.

## Ocenění
Eduard Doležal byl držitelem řady rakouských a mezinárodních cen, obdržel několik čestných doktorátů a v roce 1942 Goetheho medaili za umění a vědu. Doležal byl od roku 1918 členem Německé akademie věd Leopoldina, od roku 1924 Španělské akademie věd a od roku 1942 členem Rakouské akademie věd. Na jeho památku byla pod vedením Karla Krause vyhlášena cena Eduarda Doležala, ta je udělována lidem z rozvojových zemí, aby jim umožnila zúčastnit se kongresu ISPRS.
V roce 1971 po Eduardu Doležalovi byla pojmenována ulice Dolezalgasse ve Vídni “ Floridsdorfu.

## Dílo
- Použití fotografie v umění praktického měření, In: Issue 22 of Encyklopadie der Photographie, Verlag Wilhelm Knapp, Halle / Saale, 1896
- Paganiniho fotogrammetrické nástroje a přístroje pro rekonstrukci fotogrammetrických nahrávek, Verlag Administration der Zeitschrift: Der Mechaniker, Berlín, 1899
- Se Simonem Stampferem : Teoretické a praktické pokyny pro nivelaci, s 86 články, 10. Vydání, nakladatelství Carl Gerold's Sohn, Vídeň, 1902
- S Friedrichem Hartnerem : Příručka a učebnice geodézie, LW Seidel & Sohn, Vídeň, 1903/1904
- Řezání koule, řešeno fotogrammetricky, Alfred Hölder Verlag, Vídeň, 1915
- Pantograf Planimeter, Alfred Hölder Verlag, Vídeň, 1915
- S Simonem Stampferem: Šestimístné logaritmické trigonometrické tabulky spolu s pomocnými tabulkami, dodatek a pokyny k použití tabulek, 22. Vydání, nakladatelství Carl Gerold's Sohn, Vídeň, 1919
- Pětimístné loggoniometrické desky, školní vydání, LW Seidel & Sohn, Vídeň, 1922